# Димитрова, Лиляна
Лиляна Николова Димитрова (17 июля 1918, Стамбул, Османская империя, — 27 июня 1944, Пловдив, Болгария) — болгарская студентка, деятельница Движения Сопротивления. В годы войны одна из лидеров Рабочего молодёжного союза.

## Биография
В 1937 году принята в Рабочий молодёжный союз. Училась на юридическом факультете Софийского университета, состояла в Болгарском общенародном студенческом союзе. С 1939 года член Болгарской рабочей партии. За антифашистскую деятельность дважды арестовывалась.
В начале июля 1941 года перешла на нелегальное положение. Как член движения Сопротивления занимала должность секретаря Софийского областного комитета РМС. В июне 1942 года была отправлена в концлагерь Гонда-Вода, в женскую тюрьму «Свети-Никола», откуда сбежала спустя несколько дней. Продолжила работу в Софии, организовывала массовые демонстрации рабочей молодёжи.
В начале 1944 года была направлена в Пловдив. 
27 июня 1944 года в Пловдиве попала в полицейскую засаду, в ходе перестрелки была окружена и, чтобы не попасть в плен, застрелилась.

## Память
- сельскохозяйственная станция "Лиляна Димитрова" (Estacion Experimental Horticola "Liliana Dimitrova"), созданная на Кубе при содействии болгарских специалистов. Решение о создании станции в провинции Гавана было принято в 1971 году, в 1973 году она была введена в эксплуатацию[2]. В 1985 году на базе станции был создан научно-исследовательский сельскохозяйственный институт "Лиляна Димитрова" (Instituto de Investigaciones Hortícolas "Liliana Dimitrova").
- построенный в 1981-1982 гг. на Варненском судостроительном заводе 38 000-тонный сухогруз "Лиляна Димитрова"